# Hans von Euler-Chelpin
Hans Karl August Simon von Euler-Chelpin, född 15 februari 1873 i Augsburg, Tyskland, död 6 november 1964 i Stockholm, var en tysk-svensk kemist och nobelpristagare i kemi år 1929. Han skrev sig själv ofta Hans Euler. Han var i Sverige verksam vid Stockholms högskola, från 1906 som professor. Under första världskriget tjänstgjorde han som tysk officer, först i artilleriet och sedan i flygtjänst.

## Biografi

### Vetenskaplig karriär
Hans von Euler-Chelpin blev student i München 1890 och studerade där konst i två år. Ett intresse för färgers egenskaper fick honom att byta till den naturvetenskapliga banan. Han började studera kemi vid Humboldt-Universität zu Berlin i Berlin, där han erhöll filosofie doktorsgrad 1895. Därefter ägnade han sig åt fysikalisk kemi först vid Göttingens universitet, hos Walther Nernst, och efter 1897 vid Stockholms högskola hos Svante Arrhenius. Under utrikes resor arbetade han inom fysikalisk kemi hos van 't Hoff i Berlin, inom organisk kemi hos Arthur Hantzsch vid Würzburgs universitet och hos Friedrich Karl Johannes Thiele vid Universitet i Strassburg samt i fysiologisk kemi vid Pasteurinstitutet i Paris. 1899 utnämndes Euler-Chelpin till docent i fysikalisk kemi, 1904 till laborator i kemi samt 1906 till professor i allmän och organisk kemi, allt vid Stockholms högskola. År 1907 instiftade han Kemiska sällskapet i Stockholm,
von Euler-Chelpin invaldes 1914 som ledamot av Kungliga Vetenskapsakademien och blev 1930 ledamot av Ingenjörsvetenskapsakademien.
1929 tilldelades han Nobelpriset i kemi tillsammans med Arthur Harden, med motiveringen "för studier av jäsning av socker och jäsningsenzymer".

### Forskningsinsatser
Euler-Chelpin var inledningsvis verksam inom många av kemiska olika delområden och var en produktiv forskare och författare till ett stort antal vetenskapliga arbeten inom olika områden. Hans tidiga insatser gällde den fysikaliska kemin, såsom hans arbeten om katalysens teori, löslighetsfenomenet och ammoniakaliska metallföreningar, den organiska kemin, såsom hans studier över diazoföreningar, och biokemin, såsom hans undersökningar om ämnesomsättning, kolassimilation och sockerbildning hos växter samt om enzymers verkan.
Vid flera undersökningar under 1900-talets tidigaste år samarbetade han med sin dåvarande hustru Astrid (Cleve) von Euler-Chelpin, dotter till den kände kemisten Per Teodor Cleve.
Han byggde upp en betydande forskningsmiljö vid Stockholms högskola, och koncentrerade senare sina insatser till biokemin. Den största uppmärksamheten ägnade han alkoholjäsningen och därpå inverkande omständigheter. En sammanfattande framställning därav gav han i Neuere Forschungen über alkoholische Gärung (i Fortschritte der naturwissenschaftlichen Forschung, band 10, 1913) samt i Chemie der Hefe und der alkoholischen Gärung (tillsammans med P. Lindner, Leipzig, 1916). Tillsammans med sina studenter undersökte han ljusets, temperaturens, aciditetens, oxidationsmedels, gifters och närsalters inflytande på enzymer, bland annat i en serie avhandlingar under den gemensamma titeln Über die chemische Zusammensetzung und Bildung der Enzyme (nummer 1-15, 1910-17), i 4 avhandlingar (gemensamt med docenten O. Svanberg), Über giftwirkungen bei Enzymreaktionen (i Fermentforschung 1920) och i Darstellung hochaktiver Saccharasepräparate (tillsammans med Svanberg, 1919). Hans forskning visade bland annat att ett koenzym, NAD, är nödvändigt för enzymernas verkan under glykolysen. Det var hans forskning kring jäsning och enzymer som gav honom Nobelpriset.
von Euler-Chelpin ägnade också mycket arbete åt forskning på vitaminerna, vars kemiska egenskaper ända in på 1920-talet framstod som gåtfulla. von Euler-Chelpin offentliggjorde de flesta av sina forskningsresultat i Arkiv för kemi, i Zeitschrift fur physiologische Chemie och i Biochemische Zeitschrift.
Han skrev också en hel del monografier, såsom Växtkemi (I, 1907; II, 1908), Untersuchungsmetoden biochemisch wichtiger Lichtwirkungen (i Handbuch der biochemischen Arbeitsmethoden, Berlin, 1913), Allgemeine Chemie der Enzyme (Wiesbaden, 1910; engelsk översättning av Pope, New York, 1912), Chemie der Enzyme (I, 1920; II, 1922, München och Wiesbaden).

### Officer under första världskriget
Under första världskriget, hela perioden 1914 till 1918, tjänstgjorde Hans von Euler-Chelpin som tysk officer. Han tjänstgjorde 1914 till maj 1915 som officer i bayerska 1:a fältartilleriregementet vid Somme och, efter en kortare utbildningstid som flygspanare, vid Cambrai (1915). Han deltog som spanare i 6:e stridseskaderns strider vid Verdun (sommaren 1916) och i 4:e arméns operationer i Flandern (sommaren 1917). December 1916 - februari 1917 utförde han ett uppdrag i Turkiet. Vintern 1917-1918 var han chef för en flygavdelning vid Douai och sommaren 1918 befälhavare för en bombeskader i Lothringen.

### Tysklandsvänlig
Den tysklandsfödde von Euler-Chelpin var medlem i Svensk-Tyska Föreningen, och förblev fortsatt engagerad under 1930- och 1940-talen då föreningen blev pronazistisk. Han var även medlem i den 1937 grundade Riksföreningen Sverige-Tyskland.
von Euler underhöll nära band till ledande kretsar i Tyskland även under diktaturens år 1933-1945. Så utsågs han under det tredje riket till medlem av styrelsen (Verwaltungsrat) för Kaiser-Wilhelm-Institut i Berlin och var sedan 1937 ledamot av Akademie für Luftfahrtforschung.
På det privata planet kan beläggas att von Euler engagerade sig för den judisk-ungerske kemisten och senare (1943) nobelpristagaren George de Hevesy. När Köpenhamn inte längre var säkert, togs han emot vid von Euler-Chelpins institution vid Stockholms högskola. von Euler-Chelpin och de Hevesy samarbetade i många vetenskapliga arbeten såväl före som under och efter andra världskriget.

## Familj
Hans von Euler-Chelpin var son till generallöjtnant Rigas von Euler-Chelpin och Gabriele Furtner. Han var gift 1902–1912 med Astrid Cleve och från 1913 med friherrinnan Beth af Ugglas. Han är begraven tillsammans med sin andra hustru på Norra begravningsplatsen utanför Stockholm. Han var svärfar till Sven Stolpe.
Tillsammans med Astrid Cleve hade han följande barn: 
- Sten von Euler-Chelpin (1903-1991), ambassadråd i Moskva
- Ulf von Euler-Chelpin (1905-1983), professor och nobelpristagare
- Karin Stolpe, född von Euler-Chelpin (1907-2003), översättare och författare
- Georg von Euler-Chelpin (1908-2003), hovrättsråd i Hovrätten för Nedre Norrland
- Birgit Klingspor, född von Euler-Chelpin (1910-2000)

Tillsammans med Beth af Ugglas hade han följande barn:
- Rolf von Euler-Chelpin (1914-2007), civilekonom, personalchef Scania-Vabis
- Roland von Euler-Chelpin (1916-2013), statistiker
- Curt von Euler-Chelpin (1918-2001), professor i neurofysiologi
- Jan von Euler-Chelpin (1929-1954), medicine doktor

I Statens porträttsamling på Gripsholms slott återfinns ett huvud i brons föreställande von Euler-Chelpin utförd av Erik Hedland.